# Adalbert Kuhn
Pour les articles homonymes, voir Kuhn.
Franz Felix Adalbert Kuhn, philologue allemand et folkloriste, est né le 19 novembre 1812 à Kœnigsberg in der Neumark (aujourd'hui en Pologne). Il meurt à Berlin le 5 mai 1881. Il est le père de l'orientaliste Ernst Kuhn.

## Mythologie comparée
Kuhn a été le fondateur d'une nouvelle école de mythologie comparée, basée sur la philologie comparée. Inspiré par la mythologie allemande des frères Grimm, il a d'abord consacré à l'allemand lui-même des histoires et des légendes. Mais c'est sur ses recherches dans la langue et l'histoire des peuples indo germaniques dans son ensemble que sa réputation est fondée.

## Ouvrages importants
À cet égard, ses chefs-d'œuvre sont :
- Zur ältesten Geschichte der indogermanischen Völker (1845), dans lequel il s'est efforcé de rendre compte de la première civilisation des peuples indo germaniques avant leur séparation en différentes familles, en comparant et en analysant la signification originelle des mots et des racines communes aux différentes langues ;
- Die Herabkunft des Feuers et des Gottertranks (1859, les nouvelles ed. E. Kuhn, au titre de Mythologische Studien, 1886)
- et Entwicklungsstufen der Mythenbildung (1873), dans lequel il a soutenu que l'origine des mythes est à rechercher dans le domaine de la langue, et que la plupart de leurs éléments essentiels ont été polyonymie et homonymie.

La revue Zeitschrift Historische Sprachforschung change de titre en 1851 et devient Zeitschrift für Historische Sprachwissenschaft. Le registre des mots présentés dans les 100 volumes de la revue est en ligne.

## Autres ouvrages
- Märkische Sagen und Märchen (1842)
- Zur ältesten Geschichte der indogermanischen Völker (Berlin 1845)
- Norddeutsche Sagen, Märchen und Gebräuche aus Meklenburg, Pommern, der Mark, Sachsen, Thüringen, Braunschweig, Hannover, Oldenburg und Westfalen (Leipzig 1848)
- Sagen, Gebräuche und Märchen aus Westfalen (1859)
- Entwicklungsstufen der Mythenbildung (Berlin 1874)